# Movimiento Hawaiano de la Soberanía

La bandera invertida Hawaiana representa el Reino de Hawái en peligro y es el símbolo principal del movimiento de la soberanía Hawaiana

 El Movimiento Hawaiano de la Soberanía es un movimiento que busca liberar a Hawái de la opresión estadounidense. El movimiento de soberanía hawaiano  en general considera el derrocamiento del Reino de Hawái en 1893 y su posterior anexión por los Estados Unidos como ilegal, y busca alguna forma de mayor autonomía para Hawái, como libre asociación o la independencia de los Estados Unidos. El movimiento también ve a Hawái como un país ilegalmente ocupado.